# Alexander Stevic
Alexander Stević, född 10 september 1975, är en svensk pokerspelare av serbisk ursprung. 
Han vann EPT-tävlingen Barcelona Open 19 september 2004. Förstapriset var €80 000. Samma säsong (mars 2005) kom han även trea i EPT-finalen i Monte Carlo och vann €178.000.
Stević har även medverkat i TV3s dokusåpa Baren.